# Polany (rejon żółkiewski)
Polany (ukr. Поляни) – wieś na Ukrainie, w rejonie lwowskim (wcześniej w rejonie żółkiewskim) obwodu lwowskiego.
W II Rzeczypospolitej do 1934 samodzielna gmina jednostkowa. Następnie należała do zbiorowej wiejskiej gminy Mokrotyn w powiecie żółkiewskim w woj. lwowskim. Po wojnie wieś weszła w struktury administracyjne Związku Radzieckiego.
Z Polan pochodziła Eugenia Kucharska zd. Kołodko (1935-2003), polska slawistka, profesor zwyczajny, prorektor Uniwersytetu Szczecińskiego. 